# همجوشی برخورد پرتوی
همجوشی برخورد پرتوی (به انگلیسی: Colliding beam fusion یا CBF) یا راکتور همجوشی برخورد پرتوی (به انگلیسی: colliding beam fusion reactor یا CBFR) گونه ای از مفاهیم قدرت همجوشی است که بر پایه برخورد دو یا شمار بیشتری از پرتوهای سوخت یونی استوار است، این پرتوهای سوخت یونی به گونه ای مستقل از یکدیگر با روش‌های گوناگون با بکارگیری شتاب‌دهنده ذرات تا قدرت همجوشی شتاب داده می‌شوند. همچنین اگر یکی از پرتوها به جای شتاب یافتن ایستا بماند در این صورت این روش همجوشی بر پایه شتاب‌دهنده (accelerator based fusion) یا همجوشی پرتو- نشانه (beam-target fusion) نامیده می‌شود ولی فیزیک این روش همان فیزیک برخورد پرتوی است.
راکتورهای همجوشی برخورد پرتوی(CBFR) دچار کاستی‌هایی هستند که توانایی آنها را به عنوان تلقی گزینه ای جدی برای قدرت همجوشی محدود کرده‌است. وقتی دو یون با یکدیگر برخورد می‌کنند احتمال پراکندگی از فیوز شدن بیشتر است. راکتور همجوشی محصورسازی مغناطیسی بر این مشکل با استفاده از توده پلاسما که در آن یون‌ها هزاران احتمال برای برخورد دارند چیره شده‌است. هنگامیکه دو پرتو با یکدیگر برخورد می‌کنند، یون‌ها زمان کافی برای برخورد پیدا نمی‌کنند، این مسئله میزان قدرت همجوشی که یک ماشین پرتو- پرتو می‌تواند تولید کند را محدود می‌کند. افزون بر این، پرتوها متمرکز نمی‌مانند، در دهه ۱۹۵۰ مارشال روزنبلوث نشان داد که متمرکز نگه داشتن پرتوها انرژی بیشتری از قدرت همجوشی تولیدی مورد انتظار آن‌ها صرف می‌کند.
راکتور همجوشی برخورد پرتوی (CBFR) روش‌های کاراتری را برای گرمادهی به پلاسما با شتاب دادن تک تک ذرات آن پیشنهاد می‌کند. پلاسمای CBFR به‌طور طبیعی غیرگرمایی است و این موضوع برتری‌هایی به این روش می‌دهد. شماری از طراحی‌ها کوشیده‌اند بر کاستی‌ها CBFR چیره شوند، از میان آن‌ها روش‌های میگما (Migma)، ماربل (MARBLE)، میکس (MIX) و دیگر مفاهیم بر پایه پرتو هستند. این مفاهیم تلاش دارند تا مشکلات اساسی CBFR را با بکارگیری امواج رادیویی، جمع کردن پرتوها، افزایش بازچرخش یا برخی اثرات کوانتومی برطرف کنند ولی هیچ‌یک از این روش‌ها تا کنون موفق نبوده‌اند.